# Pinus resinosa
Pinus resinosa eller Rödtall är en tallväxtart som beskrevs av William Aiton. Pinus resinosa ingår i släktet tallar, och familjen tallväxter. Inga underarter finns listade i Catalogue of Life.
Arten förekommer i Nordamerika från Manitoba och Minnesota i väst till Newfoundland och West Virginia. Den växer i kulliga områden och i bergstrakter upp till 1300 meter över havet. Denna tall ingår vanligen i blandskogar eller den hittas vid våtmarkernas kanter. I utbredningsområdets norra del kan Pinus resinosa bilda trädgrupper där inga andra träd ingår. Den växer där vanligare bredvid banksianatall, weymouthtall eller intill arter av poppelsläktet. Längre söderut ingår arten ofta i skogar med Abies balsamifera, Acer rubrum, silverlönn, vitek, rödek, Fagus grandifolia och pappersbjörk. I bergstrakter är skogar tillsammans med styvbarrig tall, Pinus pungens, virginiatall och hemlock vanliga. Pinus resinosa förökar sig i samband med bränder.
Många exemplar fälldes under 1800- och 1900-talet i samband med intensivt skogsbruk. Efter nyplanteringar har populationen återhämtad sig. IUCN kategoriserar arten globalt som livskraftig.

## Bildgalleri

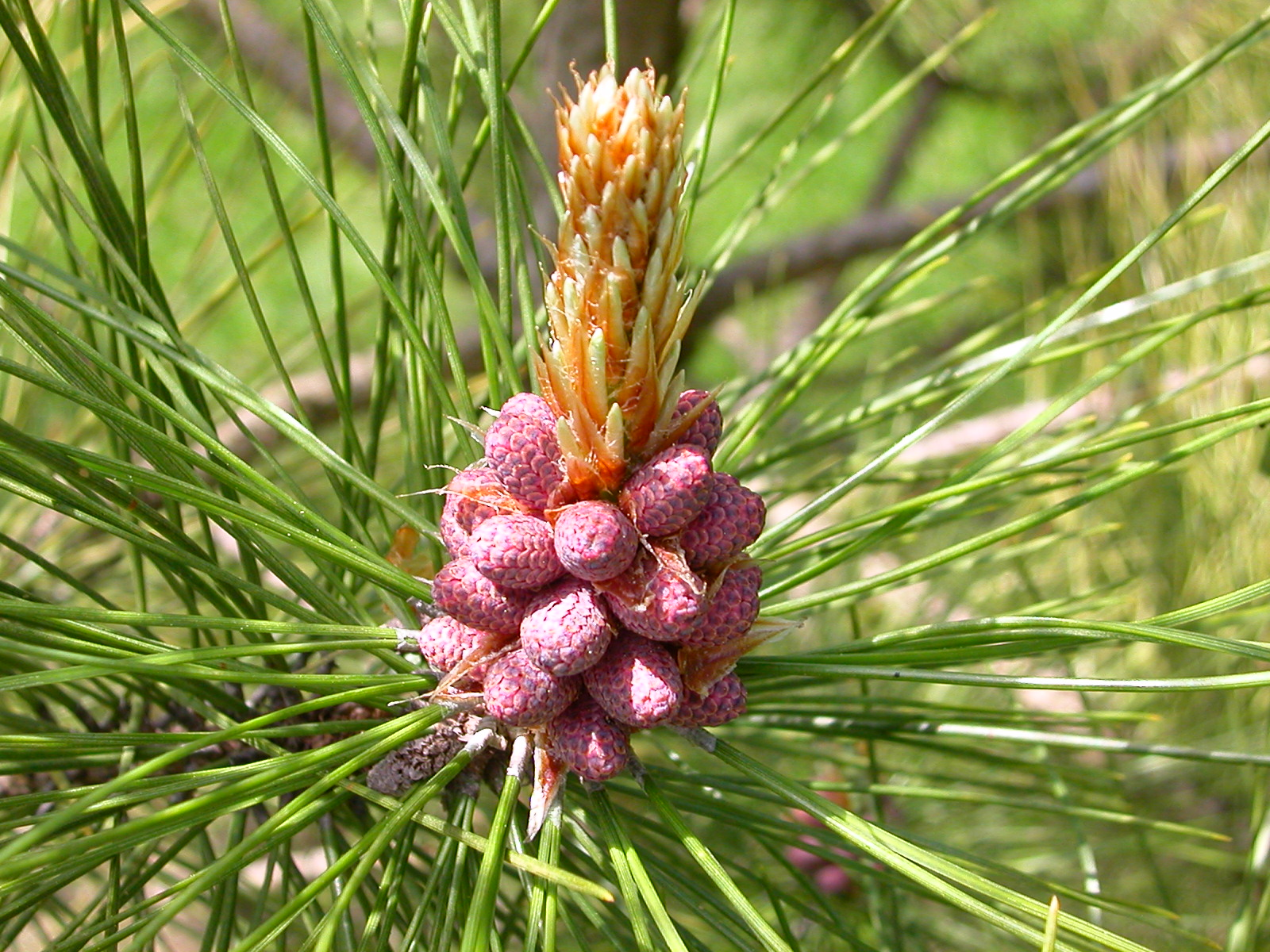
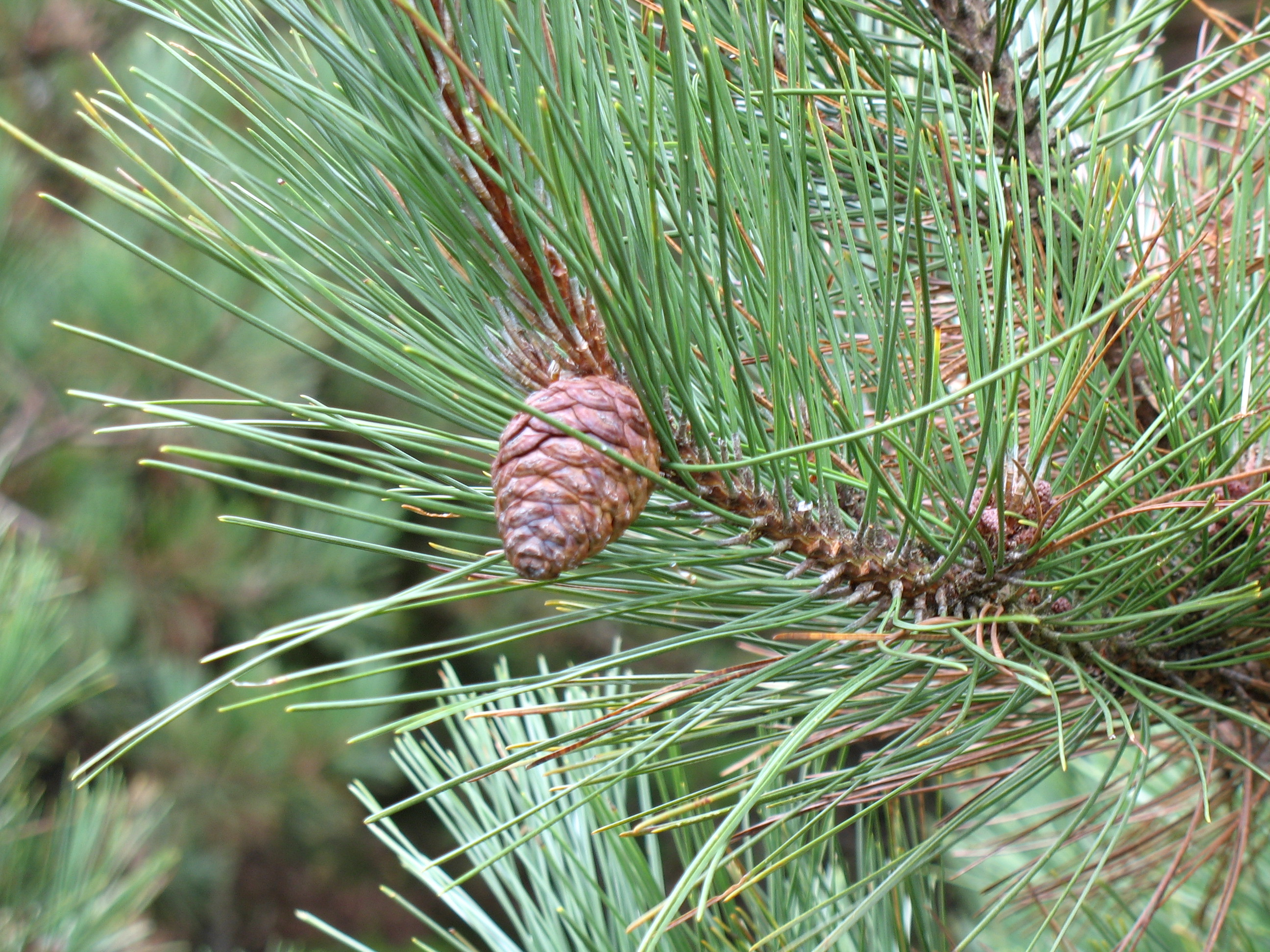
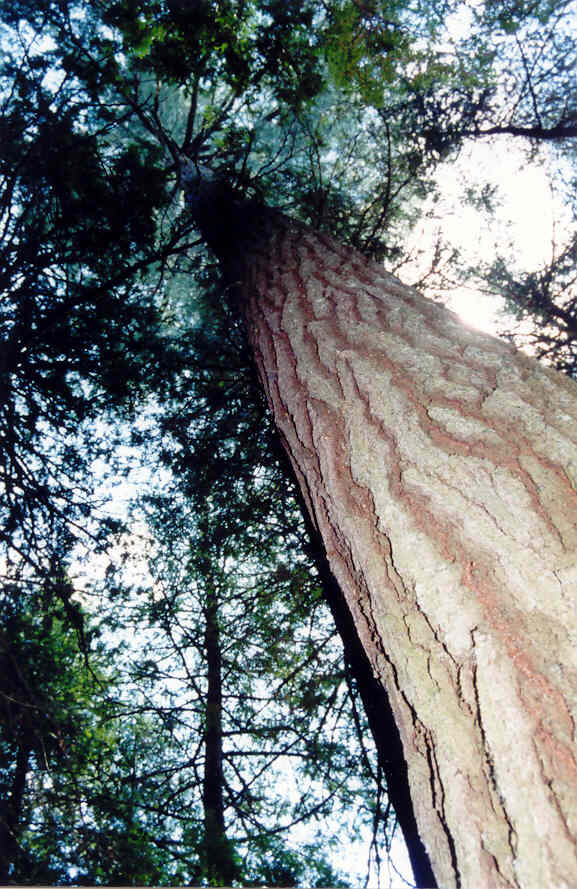
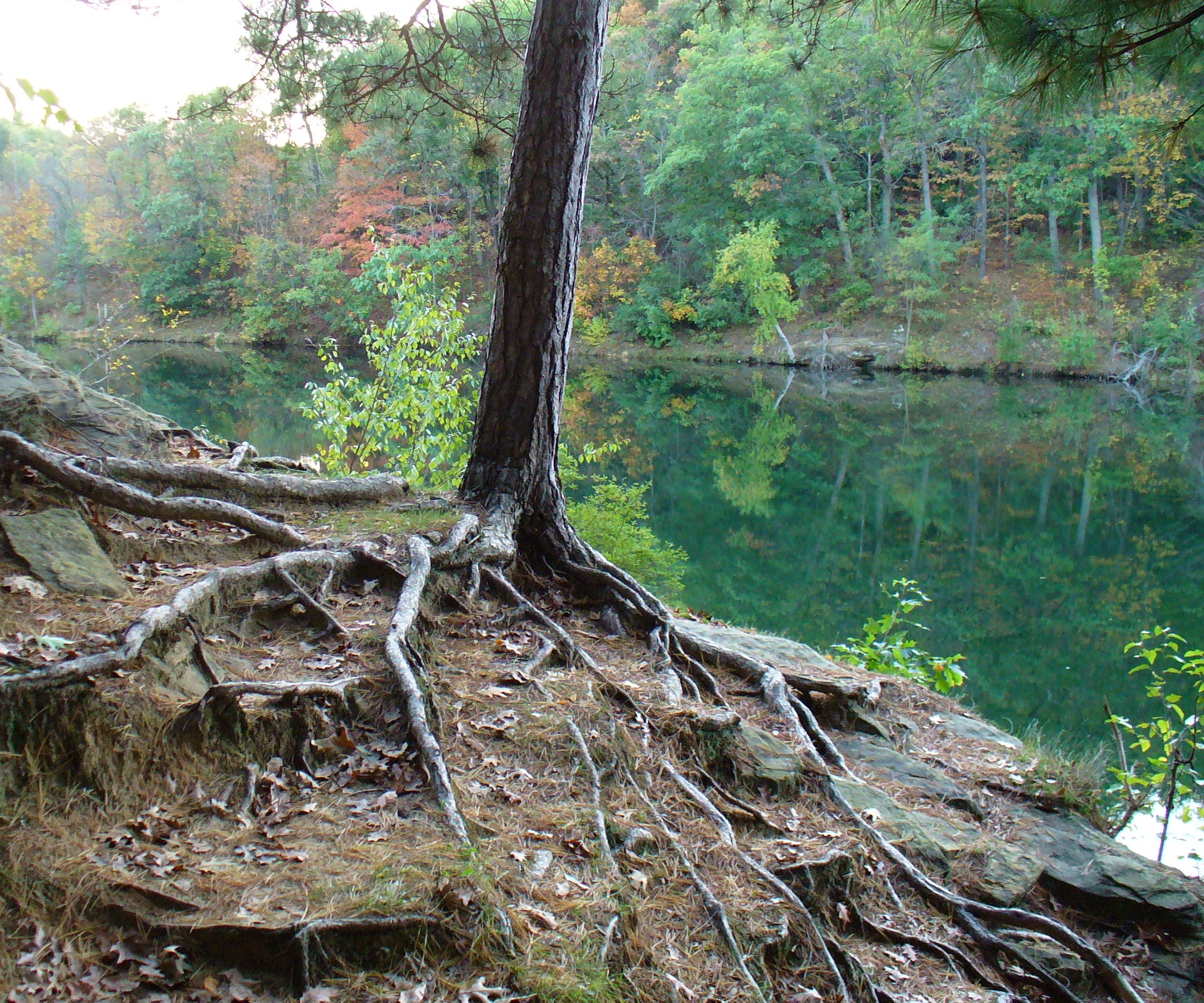
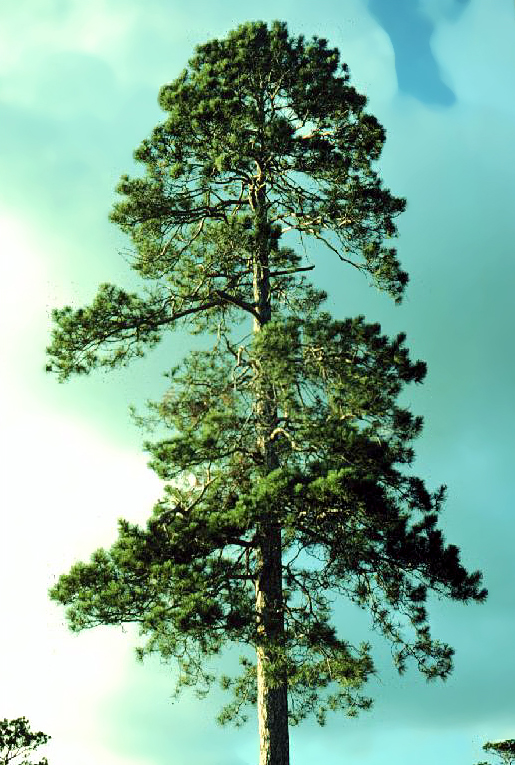